# Ulf Langefors
Ulf Langefors, född 25 maj 1922 i Ystad, död 6 februari 1999 i Nora bergsförsamling, var en svensk sprängämnesforskare och direktör. Han var bror till professorn Börje Langefors.

## Biografi
Langefors anställdes 1946 i Nitroglycerin AB, vid det nystartade Detoniklaboratoriet i Vinterviken. Han blev 1960 forskningschef vid stiftelsen Svensk detonikforskning, och han kom där att få en internationellt erkänd frontposition inom forskningen rörande sprängämnens egenskaper och säkerhet vid bergsprängning. Tillsammans med Björn Kihlström skrev han boken The modern technique of rock blasting.
Ulf Langefors var 1965–1975 verkställande direktör i Nitroglycerin AB, som 1965 bytte namn till Nitro Nobel AB. Han invaldes 1965 som ledamot av Ingenjörsvetenskapsakademien och blev 1986 teknologie hedersdoktor vid Luleå tekniska högskola. Langefors är begravd på Hörups kyrkogård.